# 늑대의 혈족
《늑대의 혈족》(영어: The Company of Wolves)은 영국에서 제작된 닐 조던 감독의 1984년 고딕 판타지 공포 영화이다. 앤절라 카터의 1979년 단편 소설집 〈The Bloody Chamber〉에 실린 동명 단편 소설에 기초하였으며, 카터와 조던이 함께 대본을 썼다. 앤절라 랜즈베리 등이 출연하였고, 크리스 브라운 등이 제작에 참여하였다.

## 줄거리
오늘날의 시골 저택에 사는 소녀가 18세기 후반 늑대 인간이 도사리고 있는 동화 속 세계 같은 숲에 사는 꿈을 꾼다.

## 출연진
- 세라 패터슨
- 앤절라 랜즈베리
- 데이비드 워너
- 투세 실베리
- 브라이언 글러버
- 그레이엄 크라우든
- 캐스린 포그슨
- 스티븐 레이
- 짐 카터
- 테런스 스탬프

## 기타 제작진
- 배역: 수지 피기스
- 미술: 앤턴 퍼스트
- 의상: 엘리자베스 월러